# Carcelia matsukarehae
Carcelia matsukarehae är en tvåvingeart som först beskrevs av Hiroshi Shima 1969.  Carcelia matsukarehae ingår i släktet Carcelia och familjen parasitflugor. Inga underarter finns listade i Catalogue of Life.